# Badmintonveld

Badmintonveld

Een badmintonveld is een speelveld dat gebruikt wordt bij de sport badminton. Het veld is rechthoekig en wordt in het midden in tweeën gedeeld door het net. Meestal zijn de vlakken op het veld zo gemarkeerd dat ze zowel voor enkel- als voor dubbelspel zijn te gebruiken, hoewel de spelregels van de Internationale Badmintonfederatie toestaan dat velden slechts voor enkelspel zijn gemarkeerd. 
De lengte van een badmintonveld is 13,4 meter en de breedte 6,1 meter (voor enkelspel wordt de breedte gereduceerd tot 5,18 meter). Lijnen over de breedte van het veld, die worden doorsneden door een in het midden lopende lijn vanaf de achterlijn, geven de servicevakken aan. Bij de opslag slaat de speler de shuttle vanuit het eigen servicevak diagonaal naar de tegenstander, zodat deze binnen de lijnen van het servicevak van de tegenstander terechtkomt. 
Het net op een badmintonveld heeft een hoogte van 1,55 meter ter hoogte van de zijlijn en 1,524 meter in het midden.